# Ove Karlsson (Journalist)
Ove Karlsson (* 1944 in Motala) ist ein schwedischer Sportjournalist. Der mehrfache Buchautor über die Geschichte der Olympischen Spiele war 1991 Gründungsmitglied der International Society of Olympic Historians.

## Werdegang
Karlsson begann 1964 seine Journalismuslaufbahn bei der schwedischen Sportzeitung Idrottsbladet. 1967 wechselte er zu Associated Press, ehe er sich 1971 Svensk Idrott, dem Presseorgan des schwedischen Sportverbandes anschloss. In der Folge war er an etlichen Veröffentlichungen und Büchern des Sveriges Olympiska Kommitté beteiligt. Dies auch nach seinem Wechsel zum Verlagshaus Brunnhages, das später in Strömbergs/Brunnhages aufging, im Jahr 1976. Beim Verlag war er bis 1991 angestellt, seither arbeitet er als freier Journalist.
Zwischen 1973 und 1981 gehörte Karlsson dem Exekutivkomitee der Association Internationale de la Presse Sportive an. 1986 zählte er zu den Gründern der Sveriges Olympiahistorikers Förening und war bis 1988 Sekretär der Organisation. 1991 gehörte er zu den Gründungsmitgliedern der International Society of Olympic Historians, für dessen Journal of Olympic History er in der Folge als Autor in Erscheinung trat und bei dem er ab 2004 im Exekutivkomitee saß. Zudem zeichnete er sich als Gründungspräsident der 1994 aus der Taufe gehobenen Swedish Ice hockey Historical and Statistical Society mit Fachgebiet olympisches Eishockey aus.